# Villars-Saint-Marcellin
Pour les articles homonymes, voir Villars.
Villars-Saint-Marcellin est une ancienne commune française du département de la Haute-Marne en région Grand Est. Elle est associée à la commune de Bourbonne-les-Bains depuis 1972.

## Histoire
Le 28 décembre 1972, la commune de Villars-Saint-Marcellin est rattachée à celle de Bourbonne-les-Bains sous le régime de la fusion-association.

## Politique et administration
| Période                                  | Période  | Identité           | Étiquette | Qualité |
| ---------------------------------------- | -------- | ------------------ | --------- | ------- |
|                                          | En cours | Christiane Gourlot |           |         |
| Les données manquantes sont à compléter. |          |                    |           |         |

## Démographie
| 1793 | 1800 | 1806 | 1821 | 1831 | 1836 | 1841 | 1846 | 1851 |
| ---- | ---- | ---- | ---- | ---- | ---- | ---- | ---- | ---- |
| 544  | 345  | 625  | 593  | 738  | 737  | 703  | 689  | 713  |

| 1856 | 1861 | 1866 | 1872 | 1876 | 1881 | 1886 | 1891 | 1896 |
| ---- | ---- | ---- | ---- | ---- | ---- | ---- | ---- | ---- |
| 706  | 675  | 689  | 612  | 590  | 560  | 551  | 540  | 475  |

| 1901 | 1906 | 1911 | 1921 | 1926 | 1931 | 1936 | 1946 | 1954 |
| ---- | ---- | ---- | ---- | ---- | ---- | ---- | ---- | ---- |
| 441  | 420  | 421  | 343  | 330  | 300  | 304  | 252  | 242  |

| 1962 | 1968 | - | - | - | - | - | - | - |
| ---- | ---- | - | - | - | - | - | - | - |
| 206  | 171  | - | - | - | - | - | - | - |

## Lieux et monuments
- Église Saint-Marcellin, classée MH[3]
- Chapelle de la Salette, construite en 1857

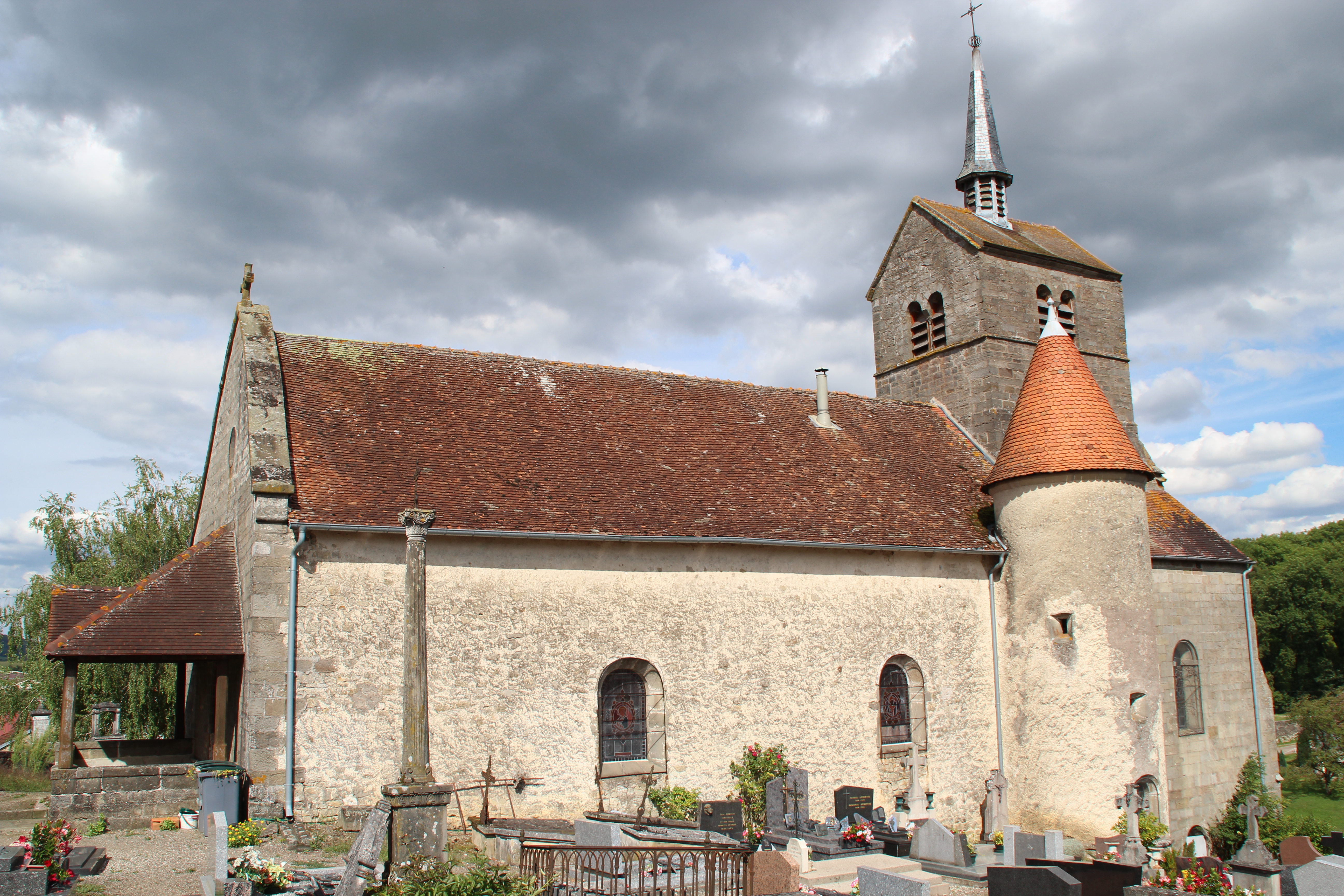
L'église Saint-Marcellin.
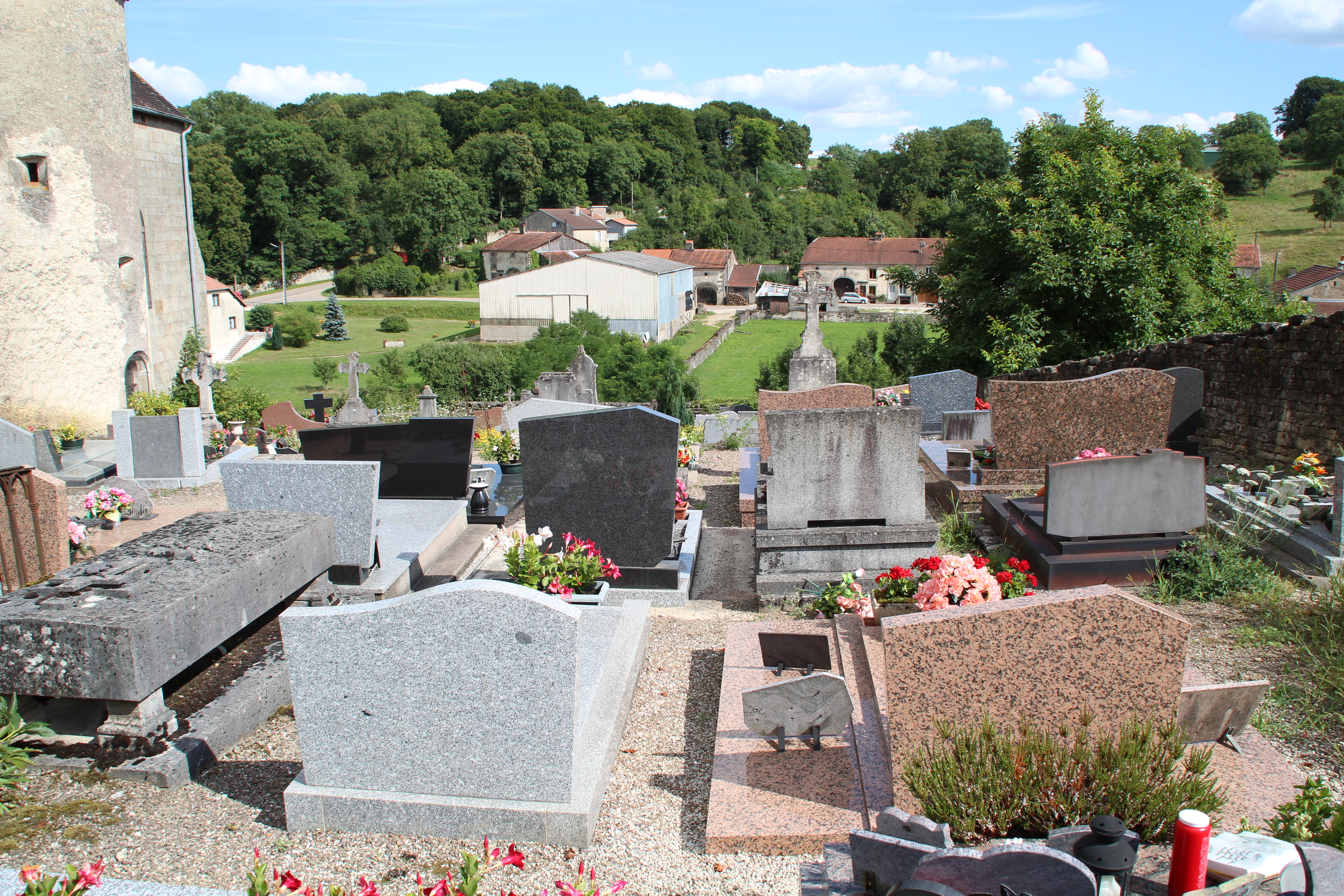
Le cimetière.